# Massive Attack V Mad Professor Part II (Mezzanine Remix Tapes '98)
Massive Attack V Mad Professor Part II (Mezzanine Remix Tapes '98) è il secondo album di remix del gruppo musicale britannico Massive Attack e del DJ britannico Mad Professor, pubblicato il 20 settembre 2019 dalla Virgin Records.

## Descrizione
Contiene alcuni brani originariamente tratti dal terzo album Mezzanine dei Massive Attack remixati in chiave dub da Mad Professor. Le nuove versioni furono realizzate durante il 1998 ma rimasero inedite per lungo tempo fino a quando il gruppo, durante il 2018, non ha annunciato un'edizione speciale di Mezzanine in occasione del ventesimo anniversario dalla sua uscita; tuttavia, a causa di problemi sorti durante la realizzazione del packaging, i Massive Attack hanno accantonato il progetto e annunciato un vinile separato.

## Tracce
Lato A
1. Metal Banshee (Mad Prof Mix One) – 5:48 (Kenny Morris, John McKay, Siouxsie Sioux, Steven Severin)
2. Angel (Angel Dust) – 6:03 (Robert Del Naja, Grant Marshall, Andrew Vowles, Horace Hinds)
3. Teardrop (Mazaruni Dub One) – 6:04 (Robert Del Naja, Grant Marshall, Andrew Vowles, Elizabeth Fraser)
4. Inertia Creeps (Floating on Dubwise) – 6:05 (Robert Del Naja, Grant Marshall, Andrew Vowles)

Lato B
1. Risingson (Setting Sun Dub Two) – 4:53 (Robert Del Naja, Grant Marshall, Andrew Vowles, Lou Reed, Pete Seeger)
2. Exchange (Mountain Steppers Dub) – 5:43 (Robert Del Naja, Grant Marshall, Andrew Vowles, Bob Hilliard, Mort Garson)
3. Wire (Leaping Dub) – 5:20 (Robert Del Naja, Grant Marshall, Andrew Vowles)
4. Group Four (Security Forces Dub) – 8:13 (Robert Del Naja, Grant Marshall, Andrew Vowles, Elizabeth Fraser)

## Formazione
Gruppo
- Robert Del Naja – arrangiamento, voce, programmazione, tastiera, campionatore
- Grant Marshall – arrangiamento, voce, programmazione, tastiera, campionatore
- Andrew Vowles – arrangiamento, programmazione, tastiera, campionatore

Altri musicisti
- Mad Professor – remix
- Neil Davidge – arrangiamento, programmazione, tastiera, campionatore
- Horace Andy – voce
- Elizabeth Fraser – voce
- Sara Jay – voce
- Angelo Bruschini – chitarra
- John Harris – basso
- Bob Locke – basso
- Winston Blisset – basso
- Andy Gangadeen – batteria
- Dave Jenkins – tastiera aggiuntiva
- Michael Timothy – tastiera aggiuntiva

Produzione
- Massive Attack – produzione
- Neil Davidge – produzione
- Jan Kybert – Pro Tools
- Lee Shepherd – ingegneria del suono
- Mark "Spike" Stent – missaggio
- Jan Kybert – assistenza al missaggio
- P-Dub – assistenza al missaggio
- Tim Young – montaggio

## Classifiche
| Classifica (2019)   | Posizione massima |
| ------------------- | ----------------- |
| Regno Unito (dance) | 3                 |